# Sonny White
Ellerton Oswald „Sonny“ White (* 17. November 1917 in Panama-Stadt, Panama; † 28. April 1971 in New York) war ein US-amerikanischer Jazz-Pianist.

## Leben
White, ein Cousin von Kenny Clarke, begann mit 8 Jahren, Klavier zu lernen. Mit 19 Jahren spielte er in Jesse Stones Band. Später arbeitete er mit Willie Bryant (1937), Sidney Bechet und Teddy Hill (1938). Ab 1939 war er Begleitmusiker von Billie Holiday; er wirkte bei ihren legendären Aufnahmen für das Label Commodore Records mit, wie bei Strange Fruit  und Some Other Spring. Holidays Angaben in ihrer Autobiographie zufolge hätte er die Melodie von Strange Fruit mit Abel Meeropol geschrieben, was aber nicht der Fall war (sie stammte alleine von Meeropol und Danny Mendelsohn). Nach Auskunft des Holiday-Biographen Donald Clarke war er auch kurz mit Lady Day verlobt. Dann spielte er in den Bands von Benny Carter, Frankie Newton und Artie Shaw, nach dem Wehrdienst bei Dexter Gordon (1944–46) und Hot Lips Page (1947). Von 1947 bis 1954 Jahren arbeitete White in der Harvey Davis Band und dann bis 1964 mit Wilbur De Paris zusammen. Dann war er als freischaffender Musiker aktiv; ab 1966 war er in der Band von Louis Metcalf tätig; auch nahm er mit Eddie Barefield (1968) auf. Ab 1969 arbeitete er in der Band Jonah Jones.
White ist auch auf Alben von Lena Horne, Big Joe Turner, Roy Eldridge und Vic Dickenson zu hören.